# Велешки партизански одред Димитар Влахов
Велешки народноослободилачки партизански одред „Димитар Влахов“ (познат и као Велешко-прилепски народноослободилачки партизански одред „Димитар Влахов“) био је формиран је у атару села Габровник у другој половини септембра 1942. године у оквиру реорганизације партизанских јединица у рејону Велеса и Прилепа од стране бораца Партизанског одреда „Пере Тошев” и новопридошлих бораца. Делујући у четама и десетинама, у периоду од септембра до новембра 1942. године изводио је акције и борио се са бугарском војском и полицијом, прекидао и уништавао ПТТ везе, уништавао општинску архиву, нападао полицијске станице. станице, разоружавао сеоске страже и формирао народноослободилачке одборе у селима Бистрица, Богомила, Цашка, Десово, Нежилово, Поменово, Црешнево , Селци, Лисице, Катланово, Горно Колићани, на железничкој станици „Клајман“, рудник пегматита код села Степанци итд.
Такође, 29. новембра у селу Рлевци, разоружао је сеоску контрачету, 4. децембра код села Папрадиште борио се са деловима велешке контрачете , а друга чета Одреда била је опкољена од бугарске војске код села Војница и приликом пробоја на Тиквешу 17. децембра претрпео је знатне губитке. Имао је и губитке у борбама са надмоћнијим бугарским снагама код села Дреново и Зелениково и на планини Лисец децембра 1942. Због тешких услова ратовања, преостали борци су отишли у илегалу. Одвојене групе су безуспешно покушавале да пређу на терен Скопске Црне горе. У пролеће 1943, неки од преживелих бораца приступили су Тиквешком НОПО „Добри Даскалов“, а још 15 бораца формирало је истоимену партизанску групу „Димитар Влахов“ и деловало у области Азот, а затим кренули за Дебарца где су 18. августа 1943 приступили новоформираном Народноослободилачком батаљону „Мирче Ачев“.

## Борци
- Борко Велевски, командант
- Димче Мирчев, заменик команданта
- Благоја Страчковски, политички комесар Друге чете
- Боро Петрушевски